# R. Pudupatti
R. Pudupatti es una ciudad y nagar Panchayat situada en el distrito de Namakkal en el estado de Tamil Nadu (India). Su población es de 7478habitantes (2011).

## Demografía
Según el censo de 2011 la población de R. Pudupatti era de 7478 habitantes, de los cuales 3781 eran hombres y 3697 eran mujeres. R. Pudupatti tiene una tasa media de alfabetización del 69,55%, inferior a la media estatal del 80,09%: la alfabetización masculina es del 77,90%, y la alfabetización femenina del 61,23%.